# Église Saint-Pierre du Manoir
Pour les articles homonymes, voir Église Saint-Pierre.
L'église Saint-Pierre est une église catholique située au Manoir, en France. Elle est partiellement inscrite au titre des Monuments historiques.

## Localisation
L'église est située dans le département français du Calvados, au sud du bourg de la commune du Manoir.

## Architecture
Le clocher est inscrit au titre des Monuments historiques depuis le 29 octobre 1926.

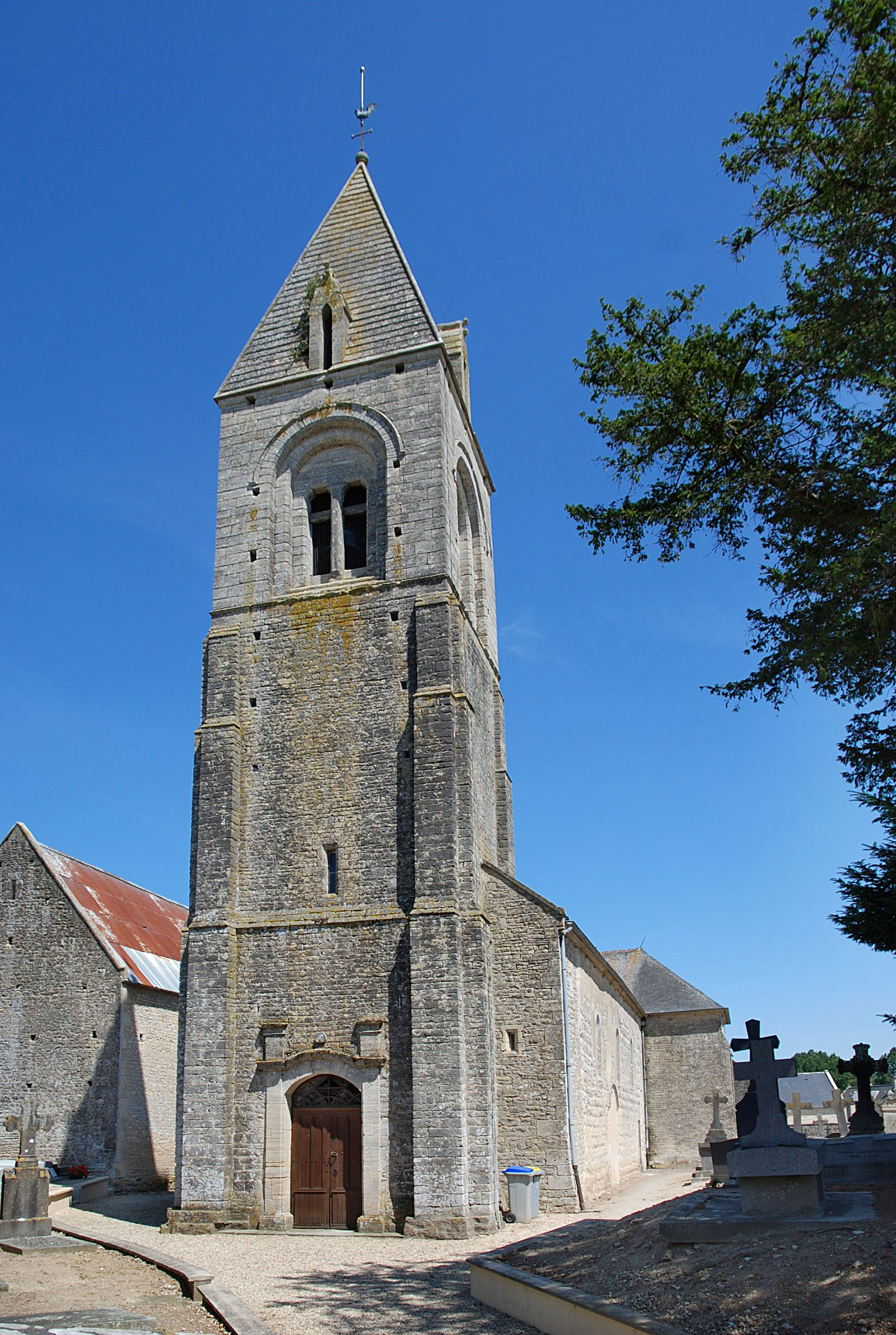
Le clocher de l'église Saint-Pierre.
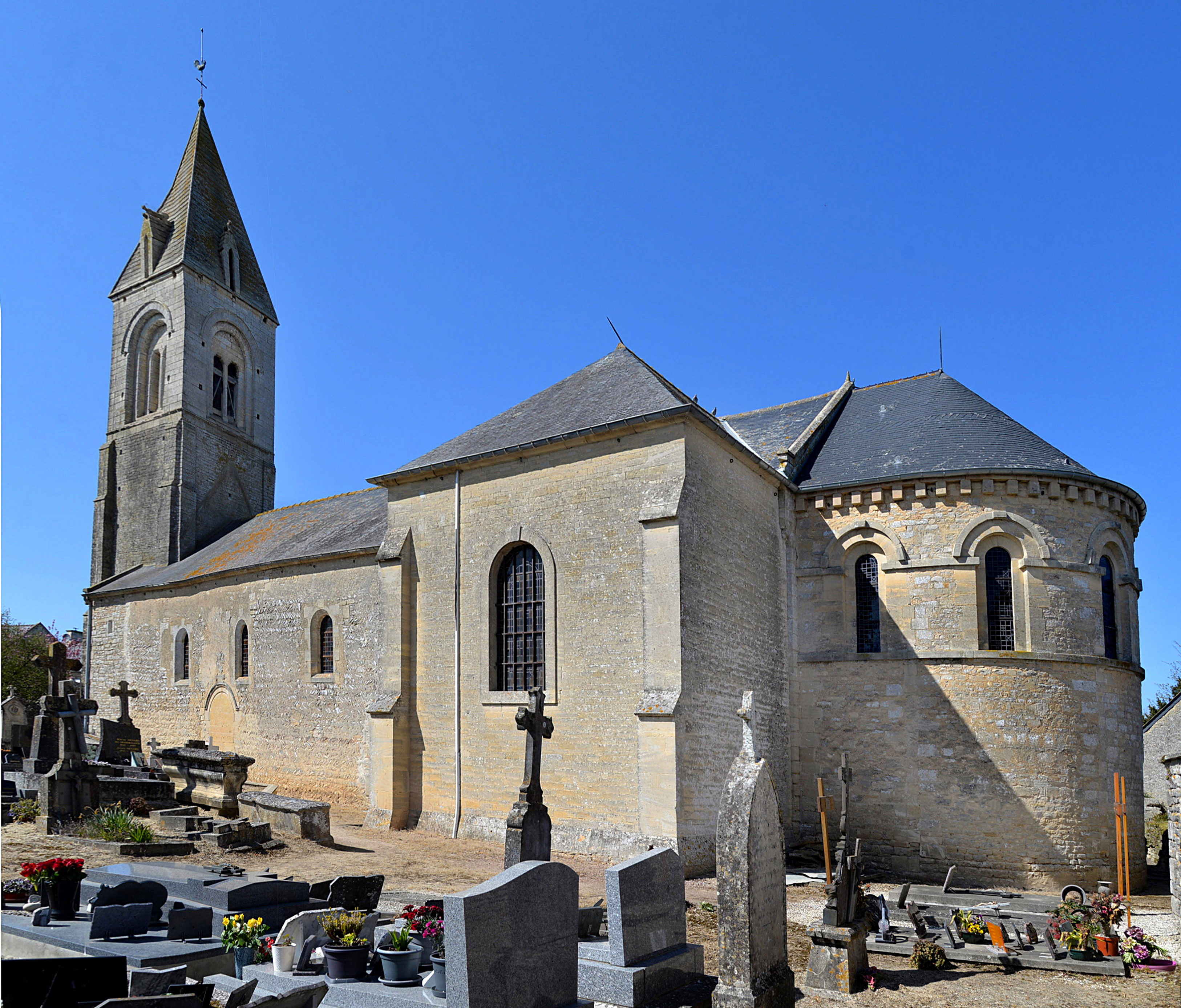
L'église Saint-Pierre.
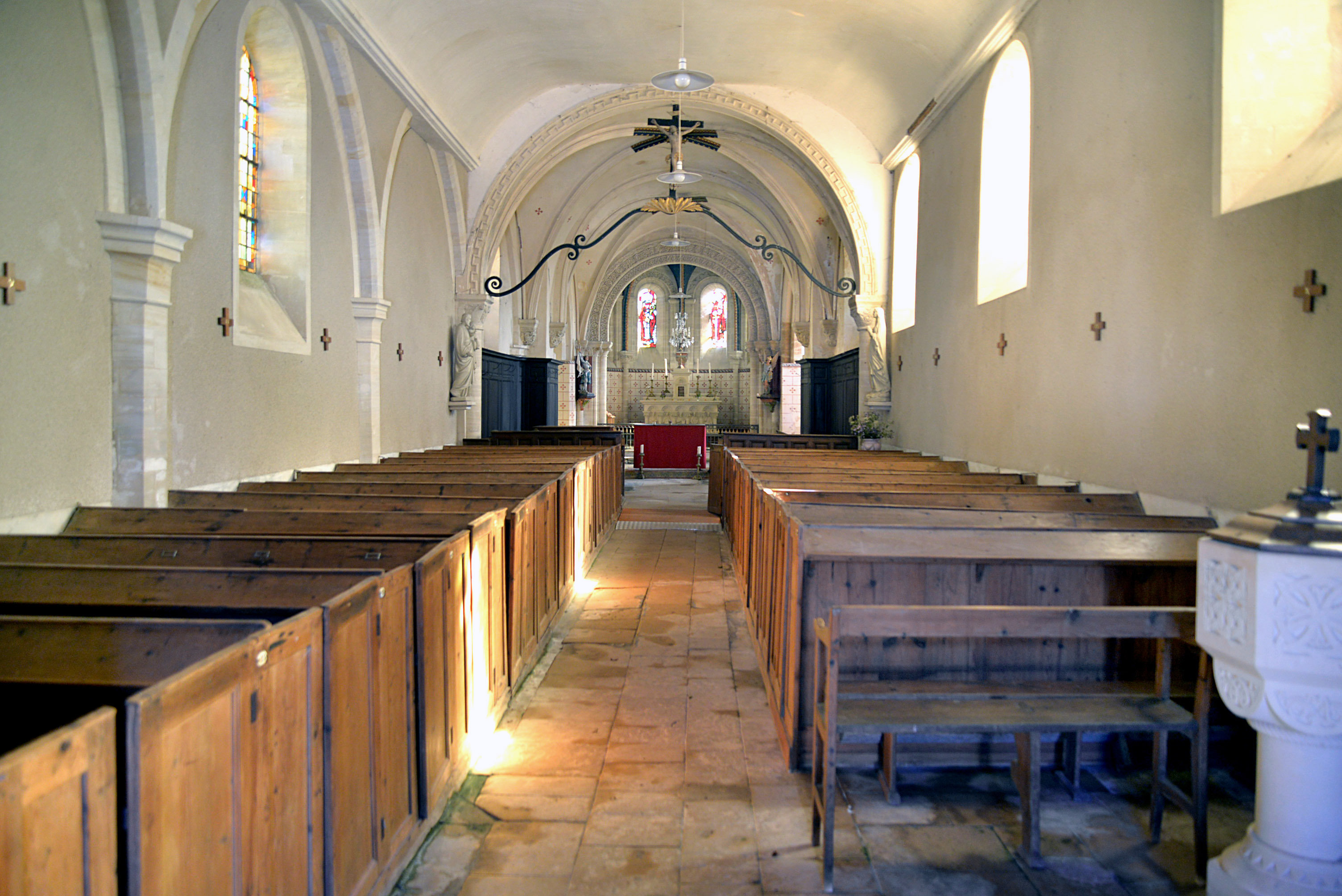
La nef de l'église.
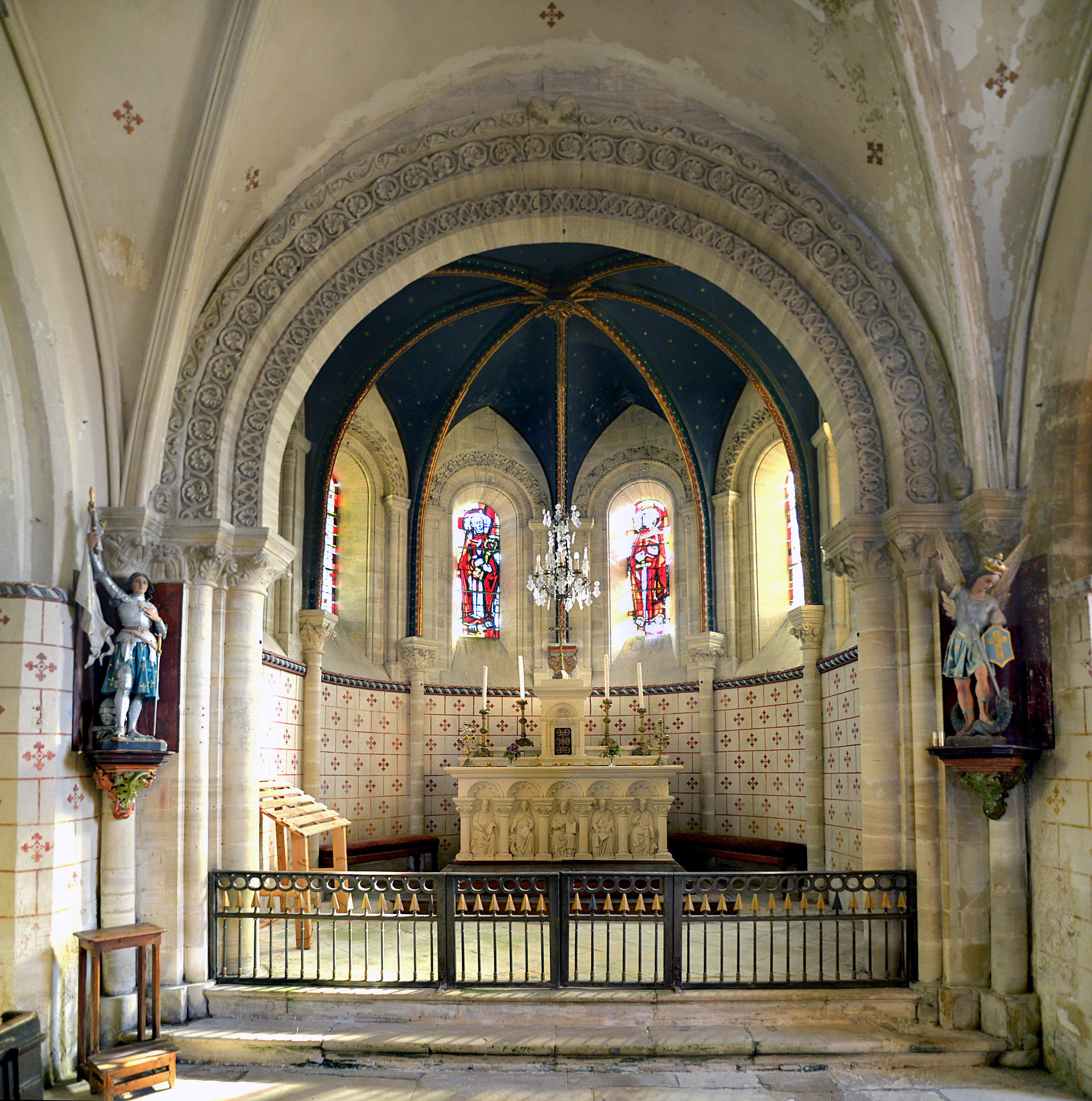
Le chœur de l'église.
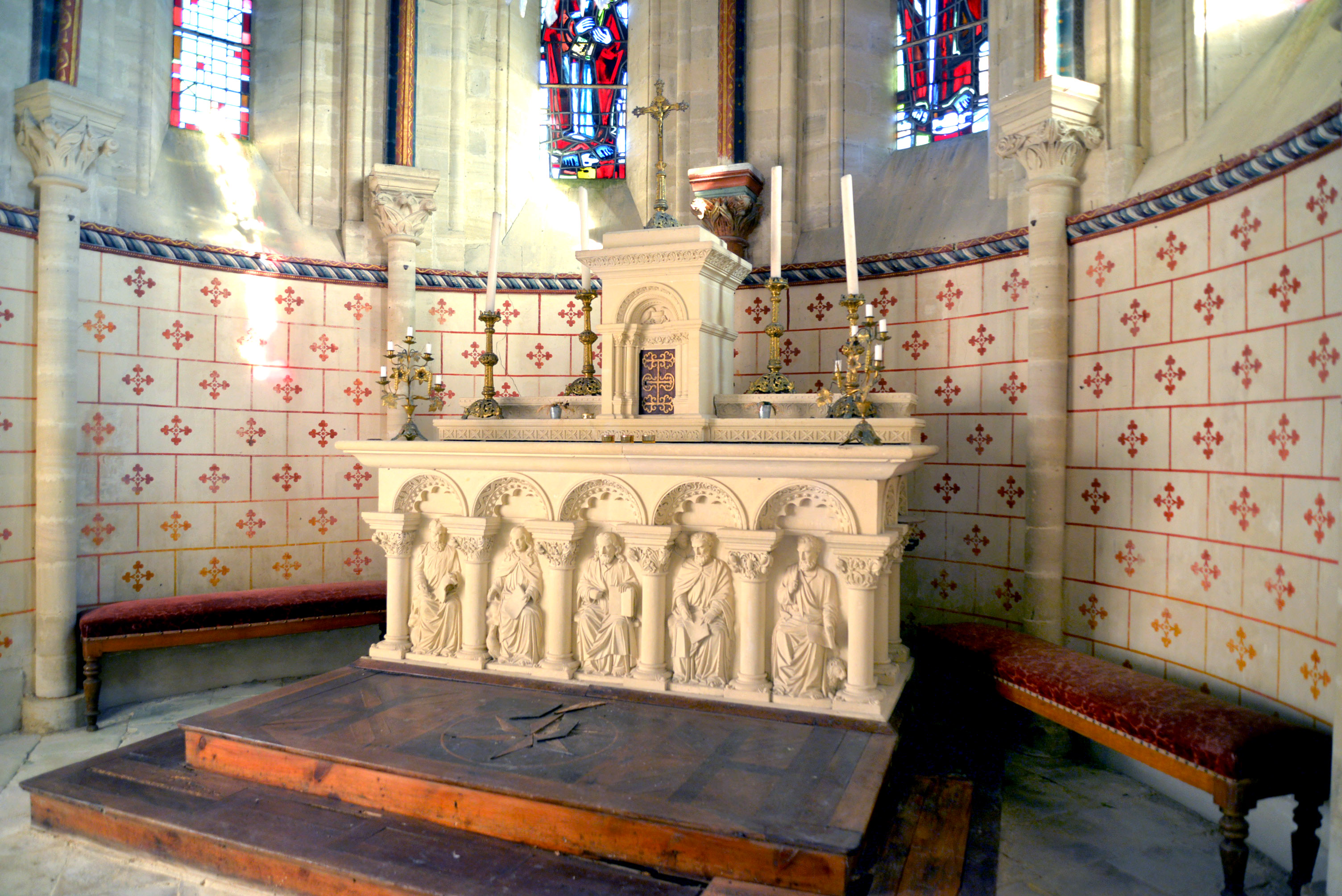
Le maitre-autel de l'église.